# Gioacchino II di Costantinopoli
Gioacchino II, nato Giovanni Kokkades (in greco Ιωάννης Κοκκώδης, Ioannis Kokkades; Chio, 1802 – Istanbul, 5 agosto 1878) è stato un arcivescovo ortodosso greco con cittadinanza ottomana, che ha ricoperto la carica di Patriarca ecumenico di Costantinopoli in due occasioni, dal 16 ottobre 1860 al 21 luglio 1863 e dal 5 dicembre 1873 al 5 agosto 1878.
È stato vescovo di Dryinoupolis dal 1828 al 1835, metropolita di Gianninia dal 1835 al 1838 e dal 1840 al 1845, e metropolita di Cizico dal 1845 al 1860.
Combatté contro le lotte bulgare e mostrò interesse per gli istituti educativi e filantropici.
È sepolto nella chiesa di Santa Maria della Fonte a Istanbul.